# L'organo genocida
L'organo genocida (虐殺器官?, Gyakusatsu kikan), anche noto con il titolo inglese Genocidal Organ, è un film d'animazione del 2017 diretto da Shukō Murase.
Pellicola giapponese, prodotta da Manglobe e Geno Studio, basata sull'omonimo romanzo di Project Itoh.

## Trama
Con la distruzione di Sarajevo per mezzo di una bomba nucleare artigianale, esplode la guerra contro il terrorismo. Tutte le nazioni aumentano i controlli sulla sorveglianza e sulla sicurezza dei cittadini fino a rendere la democrazia una semi-dittatura, dando vita così a un'ondata di genocidi. A Clavis Shepherd, agente della CIA, viene dato il compito di scovare e catturare un misterioso uomo americano, John Paul, che ha fatto precipitare il mondo nel caos.

## Distribuzione
Il lungometraggio è stato presentato in anteprima il 31 ottobre 2016 al Tokyo International Film Festival
 
e doveva essere rilasciato il 13 novembre 2015, ma a causa della chiusura dello studio Manglobe, il film è uscito nelle sale giapponesi il 3 febbraio 2017.
In Italia i diritti del lungometraggio sono stati acquistati da Yamato Video e Koch Media e il film è stato pubblicato, su Prime Video, il 28 luglio 2020.

## Opere derivate

### Manga
L'opera ha ricevuto un adattamento manga sulla rivista Newtype dell'editore Kadokawa Shoten dal 10 aprile 2015. Il primo di tre volumi tankōbon è stato poi pubblicato il 26 marzo 2016. In Italia la serie è edita da Star Comics, che ne ha iniziato la pubblicazione il 14 marzo 2018.

#### Volumi
| Nº | Data di prima pubblicazione | Data di prima pubblicazione | Data di prima pubblicazione | Data di prima pubblicazione |
| Nº | Giapponese                  | Giapponese                  | Italiano                    | Italiano                    |
| -- | --------------------------- | --------------------------- | --------------------------- | --------------------------- |
| 1  | 26 marzo 2016               | ISBN 978-4-04-104067-6      | 14 marzo 2018               | ISBN 978-88-226-0853-6      |
| 2  | 26 gennaio 2017             | ISBN 978-4-04-105222-8      | 16 maggio 2018              | ISBN 978-88-226-0950-2      |
| 3  | 25 dicembre 2017            | ISBN 978-4-04-106384-2      | 14 agosto 2018              | ISBN 978-88-226-0961-8      |

## Remake in live-action
Nel 2016, un anno prima che il lungometraggio anime venisse rilasciato nelle sale giapponesi, è stata annunciata la realizzazione di un remake in live-action della medesima pellicola.
Il film, privo di un cast e di una data d'uscita cinematografica da definire, verrà diretto da Park Chan-wook  e prodotto da Sean Daniel con la sua The Sean Daniel Company.